# KFトレプチャ
KFトレプチャ（アルバニア語: KF Trepça）は、コソボのミトロヴィツァをホームタウンとするサッカークラブ。

## 歴史
KFトレプチャは1932年に創設された。クラブカラーは緑と黒である。クラブの歴史で最大の成功は1976-77シーズンのユーゴスラビア・セカンドリーグで優勝し、ユーゴスラビア・プルヴァ・リーガに昇格したことである。1977-78シーズンはプルヴァ・リーガに所属しただけではなく、ユーゴスラビアカップで準優勝した。決勝でNKリエカに0-1で敗れた。1984年にTorcidaとして知られるサポーターグループが創設された。

## タイトル

### コソボ
- ライファイゼン・スーペルリーガ：2回
  - 1992-93, 2009-10
- クパ・エ・コソヴァス：1回
  - 1991-92
- スーペルクパ・エ・コソヴァス：1回

### ユーゴスラビア
- ユーゴスラビア・セカンドリーグ：1回
  - 1976-77
- ユーゴスラビアカップ 準優勝：1回
  - 1977-78
- コソボ・ファーストリーグ：5回
  - 1947, 1948-49, 1950, 1952, 1954-55

## 過去の成績
| シーズン | リーグ         | 順位 | 試 | 勝 | 分 | 敗 | 得 | 失 | 差  | 点 | クパ・エ・コソヴァス |
| -------- | -------------- | ---- | -- | -- | -- | -- | -- | -- | --- | -- | -------------------- |
| 2009-10  | スーペルリーガ | 01位 | 33 | 16 | 11 | 6  | 46 | 27 | +19 | 59 |                      |
| 2010-11  | スーペルリーガ | 08位 | 33 | 11 | 9  | 13 | 37 | 43 | -6  | 42 |                      |
| 2011-12  | スーペルリーガ | 09位 | 33 | 12 | 7  | 14 | 39 | 44 | -5  | 43 |                      |
| 2012-13  | スーペルリーガ | 07位 | 33 | 12 | 9  | 12 | 35 | 34 | +1  | 45 |                      |
| 2013-14  | スーペルリーガ | 10位 | 33 | 9  | 9  | 15 | 25 | 32 | -7  | 36 |                      |
| 2014-15  | スーペルリーガ | 12位 | 33 | 4  | 7  | 22 | 18 | 57 | -39 | 19 |                      |